# ديلان بيكي
ديلان بيكي (بالفرنسية: Dylan Bikey)‏ هو لاعب كرة قدم فرنسي في مركز الهجوم، ولد في 18 فبراير 1995 في نانت في فرنسا. لعب مع نادي نانت.

## وصلات خارجية
- ديلان بيكي على موقع قاعدة بيانات كرة القدم.إي يو (الإنجليزية)
- ديلان بيكي على موقع Soccerbase.com (لاعب) (الإنجليزية)
- ديلان بيكي على موقع Soccerway.com (الإنجليزية)